# معبد آرتمیس

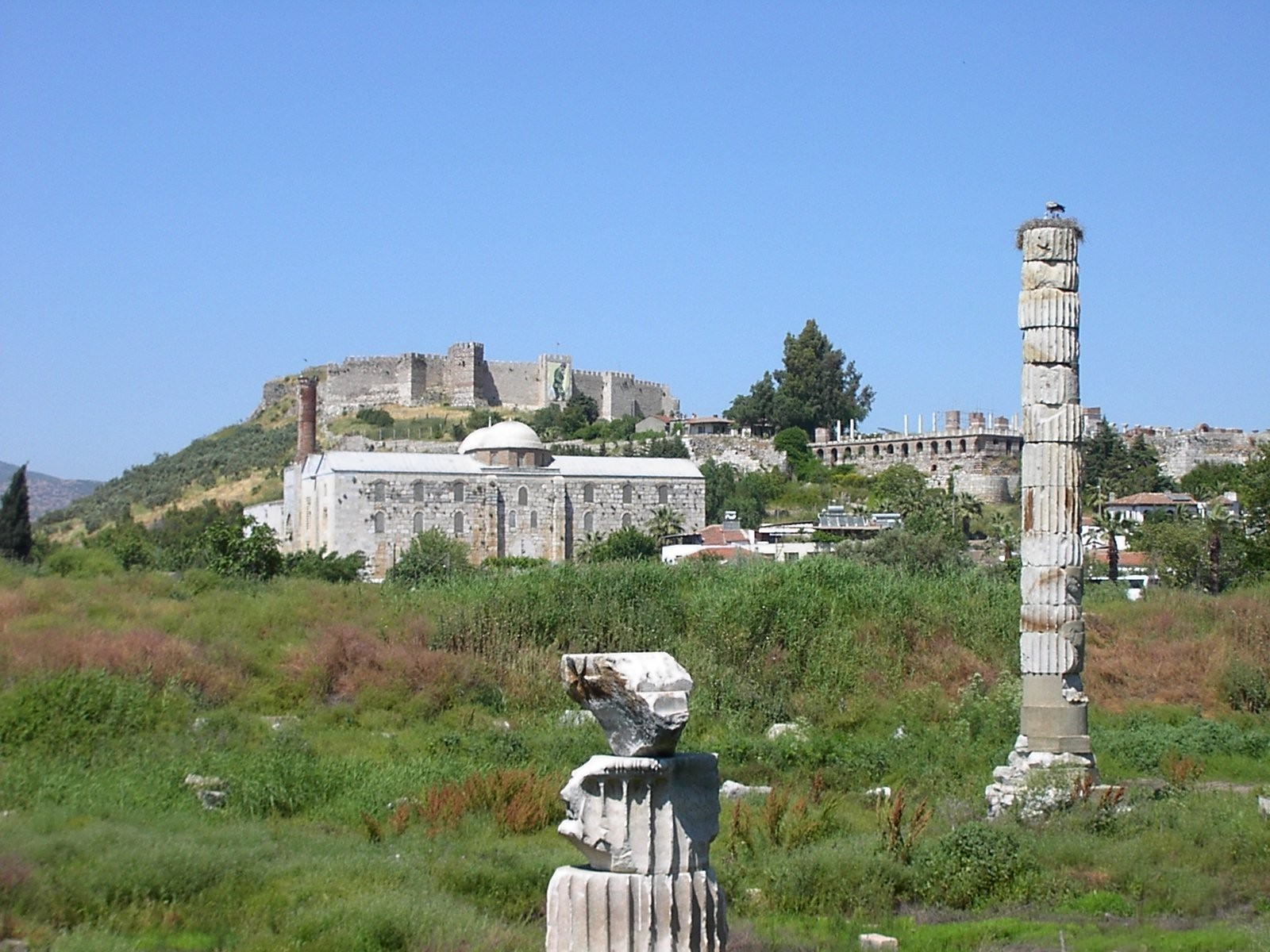
معبد آرتمیس در نزدیکی افسوس، امروزه چیز زیادی به جز چند ستون از این معبد باقی نمانده‌است

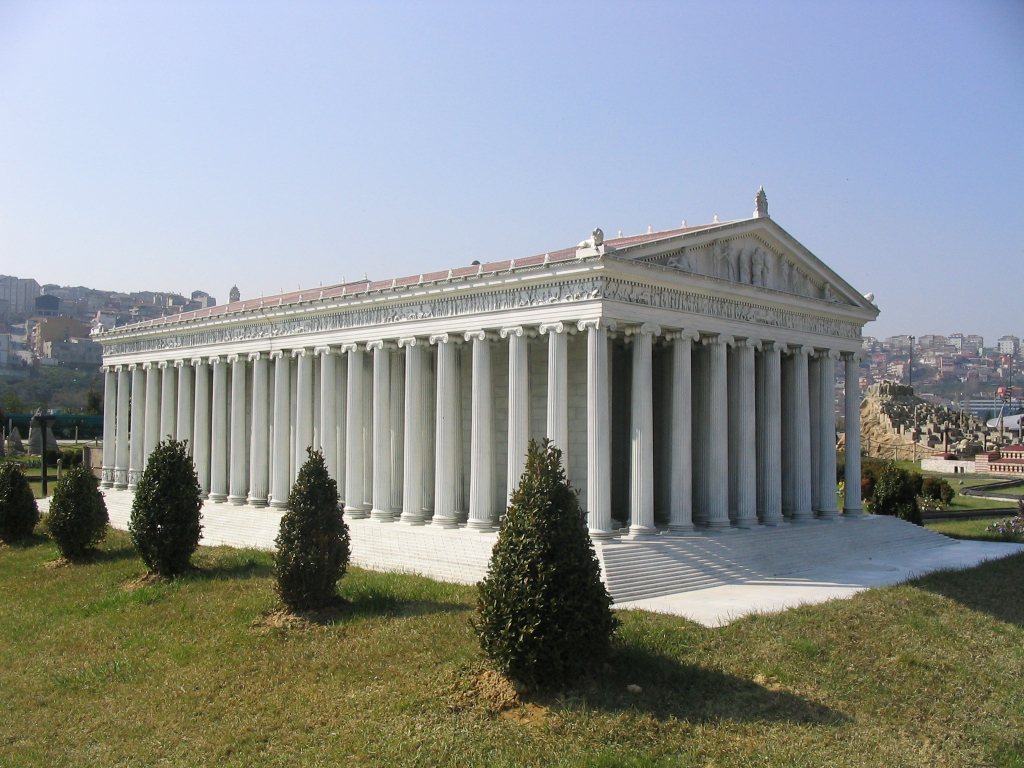
یک مدل بازسازی شده از معبد آرتمیس

معبد آرتمیس، یکی از عجایب هفتگانه جهان است. این بنا ۵۵۰ سال قبل از میلاد در افسوس از شهرهای یونانی‌نشین آسیای کوچک (در حال حاضر در ترکیه) ساخته شده‌است. این معبد به افتخار ایزدبانویی محلی ساخته شده بود که توسط یونانیان با آرتمیس، الهه شکار، وحوش و زایمان تلفیق شده بود. ساختمان این معبد در نزدیکی شهر سلجوق و بناهای تاریخی اِفِسوس قرار دارد.
معبد آرتمیس در شهر اِفِسوس در حدود ۵۰ کیلومتری شهر ازمیر ترکیه قرار داشته‌است. این معبد به عنوان زیباترین بنای روی زمین شناخته می‌شده‌است و به همین دلیل در میان عجایب هفتگانه جا دارد.
هرچند که زیربنای باقی‌مانده از این معبد تاریخ ساخت آن را قرن هفتم قبل از میلاد مشخص می‌کند. اما راه یافتن معبد آرتمیس در فهرست عجایب هفتگانه به حدود ۵۵۰ قبل از میلاد مربوط می‌شود. این بنا که به آن معبد بزرگ مرمرین گفته می‌شود، به دستور کرزوس شاه لیدی و به جای یک ساختمان قدیمی‌تر که بر اثر سیل نابود شده بود به کرسیفون (Chersiphron) معمار یونانی سفارش داده شد. معبد با مجسمه‌های برنزی که توسط ماهرترین مجسمه سازان آن زمان ساخته شده بودند تزئین شده بود. هنرمندانی نظیر فیدیاس، پلی‌کلیتوس (Ploycleitus)، کرسیلاس (Kresilas) و فرادمون (Phradmon).
بازرگانان، جهانگردان، صنعتگران و پادشاهان از این محل مقدس دیدن می‌کردند و احترام خود را با آوردن هدایای مختلف ابراز می‌نمودند. تحقیقات اخیر باستان‌شناسی به یافتن تعدادی از این هدایا که شامل مجسمه‌های طلا و عاج آرتمیس، گوشواره‌ها، دستبندها و گردنبندهایی زیبا اثر صنعتگران دنیا هستند منجر شده‌است.

## تاریخچه
در شب ۲۱ ژوئیه سال ۳۵۶ پیش از میلاد، مردی به نام هروستراتوس (Herostratus) برای جاودانه کردن نام خود در تاریخ، معبد آرتمیس را آتش زد و در واقع به هدف خود دست یافت. اسکندر مقدونی هم در همین شب متولد شد. بنا به گفته پلوتارک تاریخ‌نگار، در آن شب آرتمیس چنان درگیر مراقبت از زاده شدن اسکندر بود که نتوانست از معبد خود محافظت کند.
اسکندر پس از فتح آسیای کوچک اقدام به ساخت مجدد معبد کرد که تا بعد از مرگ وی در سال ۳۲۳ پیش از میلاد، همچنان در دست ساختمان بود. در قرن اول پس از میلاد، هنگامی که سنت‌پل برای تبلیغ مسیحیت به اِفِسوس سفر کرد، با شمار زیادی از پیروان آرتمیس روبه‌رو شد که به هیچ وجه قصد ترک ایزدبانوی خود را نداشتند. در سال ۲۶۲ میلادی معبد توسط قبیله گوت ازنو ویران شد. اهالی شهر سوگند خوردند تا آن را مجدداً بنا کنند. در قرن چهارم میلادی، بیشتر اهالی افه‌سوس به مسیحیت گرویده بودند و معبد شکوه و جلال خود را از دست داده بود. اهالی افه‌سوس پس از آخرین تهاجم منجر به ویرانی معبد در سال ۴۰۱ میلادی، کم‌کم شهر را ترک کردند و این شهر متروک در اواخر سده ۱۹ میلادی کشف و کندوکاو شد. این اکتشاف زیربنای معبد را نمایان ساخت.

## معماری معبد
این معبد با زیر بنای چهارگوش خود، برخلاف نمونه‌های دیگر از مرمر ساخته شده و یک ورودی زیبا و تزئینی به حیاط بزرگ ساختمان داشته‌است. پلکان مرمری طبقه همکف را به بالکن‌های بلند و عظیمی متصل می‌کردند که کف آن در حدود ۸ متر در ۱۳۰ متر بوده‌است. ۱۲۷ ستون در این بنا به کار رفته که ارتفاع آن‌ها ۲۰ متر و با سرستونهای ایونی و کناره‌های کنده کاری شده بوده‌است. گچکاری این بنا به شکل دورج‌ستونی است. ستونها در ردیفهای منظم در کل محوطه به جز منطقه مرکزی - که محل قرارگیری خانه الهه بود - قرار گرفته بودند.
این معبد تعداد فراوانی از آثار هنری را درخود جا داده بود. از جمله ۴ مجسمه برنزی باستانی از قبیله آمازون که توسط بهترین هنرمندان دوران ساخته شده بودند. هنگامی که سنت پل به دیدن شهر آمده بود، معبد با ستونهای طلایی و مجسمه‌های کوچک نقره‌ای و نقاشی‌های متعدد تزئین شده بود. هیچ شاهدی مبنی بر وجود مجسمه آرتمیس در مرکز معبد وجود ندارد اما دلیلی هم برای وجود نداشتن آن در دست نیست.

## معبد آرتمیس در بطن زندگی مردم
اگر قدری در تاریخ یونان جست و جو کنیم، حرم‌ها، معابد و فستیوال‌های آرتمیس را در سرتاسر جهان یونان باستان خواهیم دید؛ اما آرتمیسِ افسوس از دیگران متمایز است. زرق و برق و شکوه معبد آرتمیس در شهر افسوس، نشان از قدرت و نفوذ این ایزدبانو در میان مردم شهر داشت و از اعتبار جهانی و محلی او حکایت می‌کند. با وجود آسیب‌های پی در پی معبد آرتمیس، هر بازسازی به وضوح بر شهرت و ارزش این مجموعه مذهبی افزود و هر ساله تعداد زیادی از مردم، در ماه مارس (فروردین) و ابتدای می (اردیبهشت) به معبد شهر افسوس می‌رفتند تا در مراسم و آیین‌های آرتمیس شرکت کنند.
توجه بسیار مردم افسوس به معبد شهرشان به قدری بود که با وجودی که سرزمین‌شان به دست حکومت پارس افتاد، همچنان تلاش‌های خود را برای بازسازی معبد ادامه دادند. البته در کل پارسی‌ها با افسوسی‌ها برخورد منصفانه ای داشته و افسوسی‌ها نیز با ایرانی‌ها رابطه خوبی داشتند. فرماندهان ایرانی فقط برخی از دست سازه‌های مذهبی مردم را از معبد آرتمیس خارج کرده و با خود به شهر سردیس (در ترکیه امروزی) بردند. از آن سو نیز تعدادی از تندیس‌های ایزدبانوان خود را به معبد آرتمیس بردند، که البته این اتفاق از دید مردم افسوس ممنوع تلقی نمی‌شد. با این همه ساکنان افسوس، آرتمیس را مختص خودشان می‌دانستند و روی آن حساسیت بسیاری داشتند؛ به طوری که نسبت به هرگونه دریافت پیشنهاد مراقبت و محافظت از سوی غریبه‌ها، خشم و انزجار خود را بروز می‌دادند. به‌طور مثال هنگامی که اسکندر سرزمین پارس را تصرف کرد و افسوس نیز به دست او افتاد، برای بازسازی معبد آرتمیس پیشنهاد کمک مالی داد اما مسوولان معبد و مردم پیشنهادش را رد کردند.
در سال‌های بعد و در طی حکمرانی رومیان باستان، آیین‌های سنتی و مذهبی شهر افسوس گسترش پیدا کرد و به عنصری نمادین در جشنواره‌های دوره هلنیستی بدل شد. اهمیت آرتمیس در زندگی مردم در این دوران چند وجهی بود. معبد آرتمیس بخش پررنگی از هویت سیاسی و فرهنگی افسوس را شکل می‌داد، برای زندگی اقتصادی مردم حیاتی بود و موقعیت مناسبی برای ازدواج دختران و پسران مجرد یونانی محسوب می‌شد. همچنین بازی‌ها، مسابقات و نمایش‌های بسیاری به یاد و نام ایزدبانو آرتمیس برگزار می‌شد.
تأثیر چشمگیر آرتمیس در زندگی مردم را حتی در نقاشی‌های به جا مانده از آن زمان می‌توان دید. به‌طور مثال وقتی به یکی از بهترین نقاشی‌های آپلس (Apelles)، بزرگ‌ترین نقاش یونان باستان نگاه می‌کنیم؛ تصاویر ایزدبانو آرتمیس را در کوچه و خیابان و در دست دختران و دوشیزگان خواهیم دید.